# 27. pěší divize (Wehrmacht)
27. pěší divize (německy: 27. Infanterie-Division) byla divize německé armády (Wehrmacht) za druhé světové války.

## Historie
27. pěší divize byla založena 1. října 1936 v Augsburgu v rámci první sestavovací vlny německé armády. Divize se účastnila invaze do Polska a bitvy o Francii. 1. listopadu 1940 byla divize reorganizována v 17. tankovou divizi.

## Velitelé
| Doba služby                       | Hodnost        | Jméno                 |
| --------------------------------- | -------------- | --------------------- |
| od 1. října do 21. prosince 1936  | generálmajor   | Emil Reischle         |
| od 1. ledna 1937 do 5. října 1940 | generálporučík | Friedrich Bergmann    |
| od 5. října do 1. listopadu 1940  | generálporučík | Hans-Jürgen von Arnim |